# Paul Lempens
Paul Petrus Elisabeth Lempens (Weert, 10 februari 1974) is een Nederlands politicus voor de SP. Hij was van 2006 tot 17 juni 2010 lid van de Tweede Kamer.
Lempens is in 1974 geboren in Weert. Hij was bibliotheekmedewerker van de Technische Universiteit Eindhoven en vanaf 2002 lid van de gemeenteraad van Weert voor de SP, die daar met hem als lijsttrekker toen met één zetel voor het eerst in de raad werd verkozen.
In 2006 was hij opnieuw lijsttrekker voor de SP en behaalde de partij drie zetels. Tijdens beide raadsperioden was Lempens tevens fractievoorzitter. De SP maakt in Weert in die periode deel uit van de oppositie.
Lempens was tot 2006 voorzitter van de SP afdeling Weert
en tussen 2003 en 2009 lid van het landelijke partijbestuur als vertegenwoordiger van de regio Noord- en Midden-Limburg.
Kort na de gemeenteraadsverkiezingen van 2006 maakte Lempens een overstap naar de landelijke politiek. De SP nam aan de Kamerverkiezingen van 2006 deel met een lijstengroep, dat wil zeggen de lijsten in de verschillende kieskringen niet identiek waren, maar varieerden op de posities 25 tot 29. Lempens stond in de kieskring Maastricht (Limburg) op positie 25 van de kandidatenlijst van de SP. Omdat aan de SP-lijst van de kieskring Maastricht 2 zetels waren toegewezen, en van de 24 landelijke kandidaten alleen Jan de Wit op de lijst van deze kieskring was verkozen, viel de 25e SP-zetel toe aan Lempens. Zijn zetel in de gemeenteraad van Weert, werd begin 2007 overgenomen door Rudy Nordhausen, daarvoor voorman van ROOD in Weert. Het fractievoorzitterschap werd overgenomen door Herman Beuvens.
Na afloop van zijn periode in de Tweede Kamer keerde hij terug in de lokale politiek van Weert, waar hij zich bij de gemeenteraadsverkiezingen van 2010 opnieuw verkiesbaar stelde als raadslid namens de SP. De SP wist in Weert net als in 2006 drie zetels te behalen. Lempens, die vierde op de lijst stond, bemachtigde op basis van voorkeurstemmen toch een van deze zetels.
In mei 2010 was Paul Lempens een van de twee Nederlanders die deelnamen aan een internationale waarnemingsmissie tijdens de Filipijnse verkiezingen 2010. In 2013 stopte Lempens als raadslid in Weert om te gaan werken bij de vakbond ABVAKABO.
- Parlement.com: vhg32rgnrig6